# Negdje u zemlji snova
Negdje u zemlji snova (eng. Somewhere in Dreamland), američki crtani film za djecu. Objavljen je 1936. godine, za vrijeme velike depresije u Međuratnom razdoblju. Redatelj animiranog filma je Max Fleischer koji je, između ostalog, odgovoran i za likove kao što su Mornar Popaj i Betty Boop.
Crtani je napravljen pomoću technicolor-procesa. 

## Radnja
Radnja prati djecu iz siromašne obitelji, kako vuku drvenu prikolicu kroz mjesto i skupljaju drva za grijanje. U isto vrijeme, promatraju izloge različitih trgovina.
Stali su ispred izloga jedne pekare, gdje su gledali peciva i slastice. Čim je milosrdni pekar primjetio da oblizuju staklo izloga, odlučio je pomoći gladnoj djeci. Međutim, djeca su otišla još prije nego što je se pekar vratio s kolačićima.
Kod kuće, djeca tope tvrdi kruh u mlijeku, kako bi ga mogli pojesti. Mole majku, da im još nešto spremi za jesti, no majka nema mogućnosti da ih nahrani, a kamoli da im ispuni želje.
Prije odlaska na spavanje, pjevaju pjesmu "Negdje u zemlji snova" (eng. Somewhere in Dreamland). Sanjaju svijet u kojem je sve od hrane i slastica.
Crtani završava s ostvarenjem snova, jer su trgovci, na inicijativu pekara, odlučili pomoći siromašnoj obitelji.

## Pjesma
Istoimenu pjesmu je Charles Newman posebno napisao za crtani.

## Vanjske poveznice
- Sinkronizirani crtić na YouTube-u
- Somewhere in Dreamland na fleischerstudios.com (arhivirano)